# خلوص (بستک)
خُلوص، روستایی در دهستان هرنگ بخش کوخردهرنگ شهرستان بستک در استان هرمزگان ایران است.

## زبان خلوصی
آنچه وجه متمایز این آبادی نسبت به‌آبادی‌های شهرستان بستک است، زبان این آبادی می‌باشد. اهمیت این روستا در خلیج‌فارس نیز بیشتر به ساختار زبانی آن بر می‌گردد. این زبان دارای ساختار متفاوت نسبت به زبان فارسی است و دارای دستور زبان خاصی است که مردم منطقه جنوب ایران کمتر به آن آشنایی دارند. به خاطر سخت بودن تلفط و دستور زبان آن افراد اندکی می‌توانند آن را یاد بگیرند.
ولی مردم روستای خلوص در استان هرمزگان به آن صحبت می‌کنند. راجع به این زبان در دانشگاه‌های داخل و خارج از کشور پایان‌نامه نوشته شده‌است.
با تحقیقات صورت گرفته این زبان شباهت کامل با زبان جدگالی در مناطق اطراف چابهار دارند.
زبان سندی نیز در این روستا رواج دارد اگرچه اکثر مردم این روستا بر خلاف گتاو به زبان فارسی صحبت میکنند. 

## محدوده خلوص
از شمال کوه گچ بستک و رشته کوه ناخ، از جنوب صحرای خلوص و رودخانه مهران، از مغرب گتاو و کاشنو، و از مشرق به هرنگ محدود می‌گردد.

## نژاد
گفته می‌شود مردمان این روستا هم مانند روستای گتاو از نژاد هندی یا هندوستانی هستند و به زبان هندی صحبت می‌کنند.
این اقوام سالهای دور از هندوستان به این منطقه مهاجرت کرده‌اند و در خلوص سکونت گزیده‌اند.
روایت است که این اقوام در زمان پیش از اسلام به این منطقه مهاجرت کرده‌اند و بعد از ورود دین اسلام به اقلیم فارس مانند سایر مردم منطقه دین اسلام پذیرفته‌اند. و با مرور این زمان طولانی هنوز زبان مادری خودشان حفظ کرده‌اند و با زبان هندی با هم دیگر صحبت می‌کنند و نیز این زبان به کودکان خودشان می‌آموزند.
البته زبان فارسی با لهجه محلی نیز بلد هستند و با دیگران صحبت می‌کنند.
اما نژاد و اصلیت و منشأ این زبان و روستای خلوص، حدود ۵۰۰ سال پیش در زمان حکومت عثمانی در شهر افسوس ترکیه _  بتا خلوص است ، برمی‌گردد.

## پیشینه تاریخی
آثار و شواهدی نظیر قنات‌های زیرزمینی، دخمه‌های قدیمی کنده شده در کوه‌های نزدیک روستای خلوص و وجود سفال‌های یافت شده در دشت خلوص، به خوبی نشان می‌دهد که این مکان تاریخی، قدمتش به ایران پیش از اسلام بر می‌گردد و به مروز زمان سکونت‌گاه مردم از دشت به کوهپایه‌های این سکونت‌گاه منتقل شده‌است. این امر نشان می‌دهد که مردم این مکان از یک زندگی کشاورزی در دشت، به یک زندگی دامپروری و کشاورزی در کوهپایه روی آوردند.

## جمعیت
بر پایه سرشماری عمومی نفوس و مسکن در سال ۱۳۹۵، جمعیت این روستا برابر با ۱٬۱۲۳ نفر (۲۸۹ خانوار) بوده‌است.